# Isabarre
Isabarre (oficialmente y en catalán Isavarre) es un pueblo pirenáico que forma parte de la entidad municipal de Sorpe, y esta a su vez del término municipal de Alto Aneu, en la comarca de Pallars Sobirá, en Cataluña, España. 

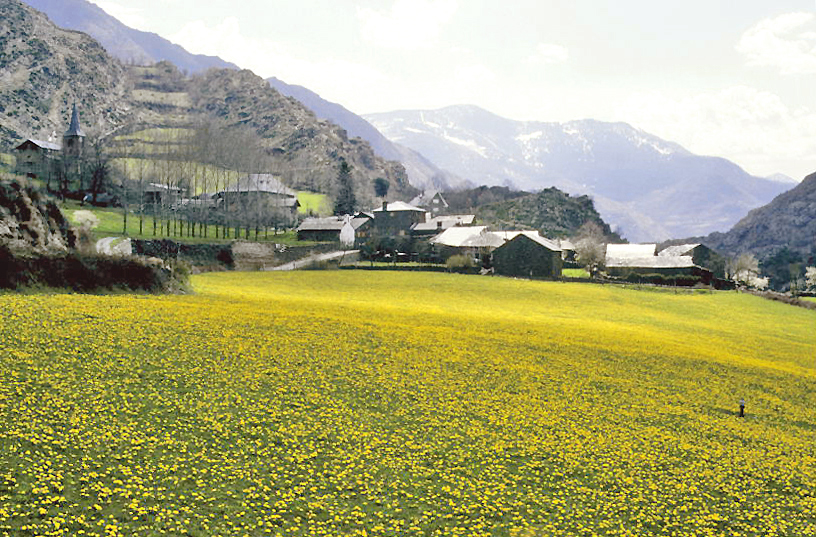
Vista de Isabarre

Está situado a una altitud de 1100 m, a la izquierda y a unos 50 m por encima del río Noguera Pallaresa, donde se encuentra el puente de Isabarre. A la derecha del pueblo se encuentra el barranco de Buixerri, a los pies del extremo sudoeste de la sierra del Broncal, cuyas aguas desembocan en el Noguera al sur de Isabarre.
En el censo de 2010 constaban 24 habitantes, que aumentan durante el verano debido al turismo. El pueblo crece con la construcción de apartamentos estacionales.
El nombre en español de la localidad perdió su condición oficial a comienzos de los años 1980 en favor del nombre en catalán.
En 1846 desapareció como municipio y se incorporó a Sorpe. A finales de los años 1960, Sorpe se incorporó al municipio de Alto Aneu. A mediados de la década de 2010, Sorpe se convierte en una entidad municipal descentralizada aunque dependiente de Alto Aneu.

## Historia
La mención más antigua de la localidad de Isabarre es una conveniencia o convenio del año 1064, en que los condes de Pallars, Artau y Ramón V, pactaron que esta localidad pasaría a formar parte del condado de Pallars Sobirá. La iglesia parroquial de San Lorenzo de Isabarre, mencionada en aquel documento, estuvo vinculada al monasterio de Santa María de Gerri hasta 1368.
Las pinturas románicas que había en la iglesia están repartidas por el MNAC de Barcelona, el Museo Diocesano de Urgel y el Museo de Arte de Toledo en Ohio, Estados Unidos. En el MNAC se encuentra una pintura del ábside de la iglesia que representa a Santa Catalina de Isabarre.
El campanario de la iglesia se restauró completamente en 2009.